# كأس العرب للمنتخبات تحت 20 سنة 2022
كأس العرب للمنتخبات تحت 20 سنة 2022 هي النسخة السادسة من كأس العرب للمنتخبات تحت 20 سنة، تستضيفها السعودية في الفترة من 20 يوليو/تموز إلى 6 أغسطس/آب. يشارك في هذه النسخة ثمانية عشر منتخبا عربيا.
المنتخب السعودي هو حامل اللقب، بعد أن فاز بالنسخة السابقة عام 2021.
تمكّن المنتخب السعودي من الفوز بالبطولة بعد تغلبه على المنتخب المصري في النهائي بركلات الترجيح (5-3)، بعد انتهاء الوقت الأصلي والإضافي بالتعادل (1-1).

## المُنتخبات المُشاركة
أُجريت القرعة في 26 يونيو/حزيران 2022 في الدمام في السعودية.
| المُنتخب                  | مرّات المُشاركة | آخر مُشاركة | أفضل مُشاركة   |
| ------------------------ | ------------- | ---------- | ------------- |
| الجزائر                  | 5             | 2021       | الوصافة       |
| البحرين                  | 3             | 2020       | ربع النهائي   |
| جيبوتي                   | 3             | 2021       | دور المجموعات |
| مصر                      | 4             | 2021       | نصف النهائي   |
| العراق                   | 5             | 2021       | ربع النهائي   |
| الأردن                   | 2             | 2012       | دور المجموعات |
| لبنان                    | 2             | 2021       | دور المجموعات |
| ليبيا                    | 3             | 2020       | المركز الثالث |
| موريتانيا                | 3             | 2021       | دور المجموعات |
| المغرب                   | 5             | 2021       | اللقب         |
| عمان                     | 1             | أول مرة    |               |
| فلسطين                   | 3             | 2021       | دور المجموعات |
| السعودية                 | 5             | 2021       | اللقب         |
| الصومال                  | 1             | أول مرة    |               |
| السودان                  | 4             | 2020       | دور المجموعات |
| تونس                     | 4             | 2021       | اللقب         |
| الإمارات العربية المتحدة | 2             | 2021       | دور المجموعات |
| اليمن                    | 2             | 2021       | دور المجموعات |

لم تُشارك مُنتخبات  جزر القمر و الكويت و قطر و سوريا في البطولة. بالإضافة إلى ذلك، لا توجد منتخبات مدعوة في هذه النسخة.

### تقسيم المنتخبات
| الوعاء 1                                                                               | الوعاء 2                                                  | الوعاء 3                                                       |
| -------------------------------------------------------------------------------------- | --------------------------------------------------------- | -------------------------------------------------------------- |
| 1. السعودية (المستضيف) 2. المغرب 3. مصر 4. تونس 5. الجزائر 6. الإمارات العربية المتحدة | 1. العراق 2. عمان 3. البحرين 4. الأردن 5. لبنان 6. فلسطين | 1. موريتانيا 2. ليبيا 3. السودان 4. اليمن 5. جيبوتي 6. الصومال |

## الأماكن
| المدينة | الملعب                                    | السعة  |
| ------- | ----------------------------------------- | ------ |
| أبها    | مدينة الأمير سلطان بن عبد العزيز الرياضية | 20,000 |
| أبها    | ملعب نادي ضمك                             | 5000   |

## التحكيم
| الحُكّام - يوسف قموح - محمد خالد - محمد معروف - يوسف سعيد - صدام عمارة - عبد الله الكندري - الشيخ أحمد علاء الدين - محمد الشحومي - جلال جيد - عبد العزيز محمد بوح - عمر اليعقوبي - عبد الهادي الرويلي - سامي الجريس - عبد العزيز جعفر - نعيم حسني - سلطان الحمادي | الحُكّام المساعدون - أيان عادل - عبد الله شارما - سامي هلال - علي فقيه - محمد العريبي - محمد محمود يوسف - عبد الله أبرات - عبد الله الجرداني - أشرف أبو زبيدة - هشام الرفاعي - رامي طعمة - فوزي الجريدي - مسعود حسن - إبراهيم صالح حسني |

## دور المجموعات
يتأهل أصحاب المراكز الأولى في المجموعات وأفضل فريقين يحتلان المركز الثاني إلى ربع النهائي.

### المجموعة 1
| م | الفريق       | لعب | ف | ت | خ | أ.له | أ.ع | أ.ف | نقاط | التأهل                    |
| - | ------------ | --- | - | - | - | ---- | --- | --- | ---- | ------------------------- |
| 1 | السعودية (H) | 2   | 2 | 0 | 0 | 6    | 1   | +5  | 6    | تأهل إلى دور خروج المغلوب |
| 2 | موريتانيا    | 2   | 1 | 0 | 1 | 1    | 2   | −1  | 3    |                           |
| 3 | العراق       | 2   | 0 | 0 | 2 | 1    | 5   | −4  | 0    |                           |

| السعودية                | 2–0   | موريتانيا |
| ----------------------- | ----- | --------- |
| - العييري 5' - رديف 15' | تقرير |           |

| موريتانيا | 1–0 | العراق |
| --------- | --- | ------ |
| - سي 67'  |     |        |

| العراق     | 1–4 | السعودية                                |
| ---------- | --- | --------------------------------------- |
| - رباح 33' |     | - رديف 9'، 80' (ركلة.) 35' - الجوير 31' |

### المجموعة 2
| م | الفريق                   | لعب | ف | ت | خ | أ.له | أ.ع | أ.ف | نقاط | التأهل                    |
| - | ------------------------ | --- | - | - | - | ---- | --- | --- | ---- | ------------------------- |
| 1 | الأردن                   | 2   | 1 | 1 | 0 | 2    | 1   | +1  | 4    | تأهل إلى دور خروج المغلوب |
| 2 | اليمن                    | 2   | 1 | 0 | 1 | 3    | 2   | +1  | 3    | تأهل إلى دور خروج المغلوب |
| 3 | الإمارات العربية المتحدة | 2   | 0 | 1 | 1 | 2    | 4   | −2  | 1    |                           |

| الإمارات العربية المتحدة | 1-1   | الأردن           |
| ------------------------ | ----- | ---------------- |
| - سبيت 90+4' (ركلة.)     | تقرير | - الشناينة 45+1' |

| الأردن     | 1–0   | اليمن |
| ---------- | ----- | ----- |
| - حسان 64' | تقرير |       |

| اليمن                               | 3–1   | الإمارات العربية المتحدة |
| ----------------------------------- | ----- | ------------------------ |
| - محروس 44' - الشامي 59' - مهدي 80' | تقرير | - خليل 78'               |

### المجموعة 3
| م | الفريق  | لعب | ف | ت | خ | أ.له | أ.ع | أ.ف | نقاط | التأهل                    |
| - | ------- | --- | - | - | - | ---- | --- | --- | ---- | ------------------------- |
| 1 | الجزائر | 2   | 2 | 0 | 0 | 5    | 2   | +3  | 6    | تأهل إلى دور خروج المغلوب |
| 2 | ليبيا   | 2   | 1 | 0 | 1 | 3    | 3   | 0   | 3    |                           |
| 3 | لبنان   | 2   | 0 | 0 | 2 | 1    | 4   | −3  | 0    |                           |

| الجزائر                    | 2–1   | لبنان        |
| -------------------------- | ----- | ------------ |
| - أجعودي 23' - بن حامد 39' | تقرير | - بهلوان 83' |

| لبنان | 0–2   | ليبيا                   |
| ----- | ----- | ----------------------- |
|       | تقرير | - عادل 70' - بوشيبة 84' |

| ليبيا              | 1–3 | الجزائر                          |
| ------------------ | --- | -------------------------------- |
| - عادل 48' (ركلة.) |     | - رحو 25' - أعمر 72' - أخريب 81' |

### المجموعة 4
| م | الفريق  | لعب | ف | ت | خ | أ.له | أ.ع | أ.ف | نقاط | التأهل                    |
| - | ------- | --- | - | - | - | ---- | --- | --- | ---- | ------------------------- |
| 1 | مصر     | 2   | 2 | 0 | 0 | 3    | 0   | +3  | 6    | تأهل إلى دور خروج المغلوب |
| 2 | عمان    | 2   | 1 | 0 | 1 | 2    | 1   | +1  | 3    |                           |
| 3 | الصومال | 2   | 0 | 0 | 2 | 0    | 4   | −4  | 0    |                           |

| مصر        | 0-1   | عمان |
| ---------- | ----- | ---- |
| - حواش 43' | تقرير |      |

| عمان                          | 2–0   | الصومال |
| ----------------------------- | ----- | ------- |
| - المرزوق 21' - البلوشي 90+2' | تقرير |         |

| الصومال | 0–2   | مصر                     |
| ------- | ----- | ----------------------- |
|         | تقرير | - حسن 35' - إبراهيم 74' |

### المجموعة 5
| م | الفريق  | لعب | ف | ت | خ | أ.له | أ.ع | أ.ف | نقاط | التأهل                    |
| - | ------- | --- | - | - | - | ---- | --- | --- | ---- | ------------------------- |
| 1 | تونس    | 2   | 2 | 0 | 0 | 9    | 0   | +9  | 6    | تأهل إلى دور خروج المغلوب |
| 2 | البحرين | 2   | 1 | 0 | 1 | 2    | 3   | −1  | 3    |                           |
| 3 | جيبوتي  | 2   | 0 | 0 | 2 | 0    | 8   | −8  | 0    |                           |

| تونس                                  | 3–0   | البحرين |
| ------------------------------------- | ----- | ------- |
| - سنانة 45' - الدربالي 62' - عبيد 86' | تقرير |         |

| البحرين                       | 2–0 | جيبوتي |
| ----------------------------- | --- | ------ |
| - محمد 14' (ركلة.) - ضياء 17' |     |        |

| جيبوتي | 0–6   | تونس                                                       |
| ------ | ----- | ---------------------------------------------------------- |
|        | تقرير | - الضاوي 24' - عبيد 39'، 88' - ساسي 60' - بوشنيبة 69'، 77' |

### المجموعة 6
| م | الفريق  | لعب | ف | ت | خ | أ.له | أ.ع | أ.ف | نقاط | التأهل                    |
| - | ------- | --- | - | - | - | ---- | --- | --- | ---- | ------------------------- |
| 1 | المغرب  | 2   | 2 | 0 | 0 | 5    | 2   | +3  | 6    | تأهل إلى دور خروج المغلوب |
| 2 | فلسطين  | 2   | 1 | 0 | 1 | 5    | 4   | +1  | 3    | تأهل إلى دور خروج المغلوب |
| 3 | السودان | 2   | 0 | 0 | 2 | 5    | 9   | −4  | 0    |                           |

| المغرب                                              | 2-4 | السودان               |
| --------------------------------------------------- | --- | --------------------- |
| - الخليفي 32' - السوسي 36' - أخراز 55' - ميموني 73' |     | - جبريل 18' - خضر 43' |

| السودان                                       | 3–5   | فلسطين                                                                       |
| --------------------------------------------- | ----- | ---------------------------------------------------------------------------- |
| - عوض 41' (ه.ذ.) - عبد القادر 49' - جبريل 68' | تقرير | - محمود 31' - البدارين 63' (ركلة.) - الحطاب 83' - صندوقة 90+2' - درباس 90+7' |

| فلسطين | 0–1   | المغرب       |
| ------ | ----- | ------------ |
|        | تقرير | - ميموني 84' |

### ترتيب المُنتخبات صاحبة المركز الثاني
| م | مج | الفريق    | لعب | ف | ت | خ | أ.له | أ.ع | أ.ف | نقاط | التأهل                    |
| - | -- | --------- | --- | - | - | - | ---- | --- | --- | ---- | ------------------------- |
| 1 | 6  | فلسطين    | 2   | 1 | 0 | 1 | 5    | 4   | +1  | 3    | تأهل إلى دور خروج المغلوب |
| 2 | 2  | اليمن     | 2   | 1 | 0 | 1 | 3    | 2   | +1  | 3    | تأهل إلى دور خروج المغلوب |
| 3 | 4  | عمان      | 2   | 1 | 0 | 1 | 2    | 1   | +1  | 3    |                           |
| 4 | 3  | ليبيا     | 2   | 1 | 0 | 1 | 3    | 3   | 0   | 3    |                           |
| 5 | 5  | البحرين   | 2   | 1 | 0 | 1 | 2    | 3   | −1  | 3    |                           |
| 6 | 1  | موريتانيا | 2   | 1 | 0 | 1 | 1    | 2   | −1  | 3    |                           |

## دور خروج المغلوب

### القوس
|  | ربع النهائي                                          | ربع النهائي                                         |                                                     |       | نصف النهائي | نصف النهائي |  |  | النهائي | النهائي |
|  |                                                      |                                                     |                                                     |       |             |             |  |  |         |         |
|  | 31 يوليو — مدينة الأمير سلطان بن عبد العزيز الرياضية |                                                     |                                                     |       |             |             |  |  |         |         |
|  |                                                      |                                                     |                                                     |       |             |             |  |  |         |         |
|  | السعودية                                             | 0 (3)                                               |                                                     |       |             |             |  |  |         |         |
|  | السعودية                                             | 0 (3)                                               | 3 أغسطس — مدينة الأمير سلطان بن عبد العزيز الرياضية |       |             |             |  |  |         |         |
|  | اليمن                                                | 0 (1)                                               |                                                     |       |             |             |  |  |         |         |
|  | اليمن                                                | 0 (1)                                               | السعودية                                            | 5     |             |             |  |  |         |         |
|  | 31 يوليو — ملعب نادي ضمك                             |                                                     | السعودية                                            | 5     |             |             |  |  |         |         |
|  |                                                      | فلسطين                                              | 0                                                   |       |             |             |  |  |         |         |
|  | الأردن                                               | فلسطين                                              | 0                                                   | 1 (4) |             |             |  |  |         |         |
|  | الأردن                                               |                                                     | 7 أغسطس — مدينة الأمير سلطان بن عبد العزيز الرياضية | 1 (4) |             |             |  |  |         |         |
|  | فلسطين                                               | 1 (5)                                               |                                                     |       |             |             |  |  |         |         |
|  | فلسطين                                               | 1 (5)                                               | السعودية                                            | 1 (5) |             |             |  |  |         |         |
|  | 31 يوليو — مدينة الأمير سلطان بن عبد العزيز الرياضية |                                                     | السعودية                                            | 1 (5) |             |             |  |  |         |         |
|  |                                                      | مصر                                                 | 1 (3)                                               |       |             |             |  |  |         |         |
|  | الجزائر                                              | مصر                                                 | 1 (3)                                               | 1     |             |             |  |  |         |         |
|  | الجزائر                                              | 3 أغسطس — مدينة الأمير سلطان بن عبد العزيز الرياضية |                                                     | 1     |             |             |  |  |         |         |
|  | تونس                                                 | 0                                                   |                                                     |       |             |             |  |  |         |         |
|  | تونس                                                 | 0                                                   | الجزائر                                             | 1     |             |             |  |  |         |         |
|  | 31 يوليو — ملعب نادي ملعب نادي ضمك                   |                                                     | الجزائر                                             | 1     |             |             |  |  |         |         |
|  |                                                      | مصر                                                 | 3                                                   |       |             |             |  |  |         |         |
|  | مصر                                                  | مصر                                                 | 3                                                   | 2     |             |             |  |  |         |         |
|  | مصر                                                  |                                                     |                                                     | 2     |             |             |  |  |         |         |
|  | المغرب                                               | 1                                                   |                                                     |       |             |             |  |  |         |         |
|  | المغرب                                               | 1                                                   |                                                     |       |             |             |  |  |         |         |

### ربع النهائي
| الأردن                                        | 1–1   | فلسطين                                        |
| --------------------------------------------- | ----- | --------------------------------------------- |
| - دية 41' (ركلة.)                             | تقرير | - صندوقة 8'                                   |
| ركلات الترجيح                                 |       |                                               |
| - عمرو - المنصوري - عبد العزيز - دية - مبيضين | 4–5   | - صندوقة - طه - أبو الهيجاء - شلطف - البدارين |

| السعودية                        | 0–0 | اليمن                             |
| ------------------------------- | --- | --------------------------------- |
|                                 |     |                                   |
| ركلات الترجيح                   |     |                                   |
| - رديف - الجوير - النمر - المري | 3–1 | - الشامي - إبراهيم - بلابل - مهدي |

| مصر                   | 2–1 | المغرب         |
| --------------------- | --- | -------------- |
| - حواش 32' - باشا 61' |     | - اليعقوبي 23' |

| الجزائر     | 1–0 | تونس |
| ----------- | --- | ---- |
| - بلحاج 34' |     |      |

### نصف النهائي
| السعودية                                               | 5–0 | فلسطين |
| ------------------------------------------------------ | --- | ------ |
| - بكر 36' - رديف 45'، 65' - العليوه 67' - الرحماني 87' |     |        |

| الجزائر     | 1–3 | مصر                                  |
| ----------- | --- | ------------------------------------ |
| - أخريب 69' |     | - باشا 10' - رشدان 40' - إبراهيم 76' |

### النهائي
تم تأجيل موعد المباراة ليوم واحد لأسباب غير محددة.
| السعودية                                    | 1–1 (ب.و.إ.) | مصر                           |
| ------------------------------------------- | ------------ | ----------------------------- |
| - العليوه 45'                               | تقرير        | - باشا 49'                    |
| ركلات الترجيح                               |              |                               |
| - رديف - الجوير - المري - الزبيدي - العييري | 5–3          | - حسن - فايد - رشدان - الساعي |

## الإحصائيات

### الهدافون
عدد الأهداف المُسجلة  72 هدفًا  في 25 مباراة، بمتوسط 2.88 هدفًا في المباراة الواحدة.
6 أهداف
- عبد الله رديف

3 أهداف
- صلاح الدين باشا
- عزيز عبيد

هدفان
- لحلو أخريب
- أحمد حواش
- محمد عادل
- أنس ميموني
- محمد صندوقة
- عبد العزيز العليوه
- أمجد عصام جبريل
- رائد بوشنيبة

هدف
- ماسيل أجعودي
- ياسين بن حامد
- جورس رحو
- أسامة أعمر
- رضا شكال بلحاج
- أحمد ضياء
- مبارك محمد
- يوسف حسن
- عمر إبراهيم
- عبد الرحمن رشدان
- محمد إبراهيم
- عبود رباح
- أمين الشناينة
- يوسف حسان
- علاء دية
- عمر بهلوان
- عبد الميسر بوشيبة
- أعل حسين سي
- محمد أخراز
- ياسين الخليفي
- عبد الرحمن السوسي
- أسامة اليعقوبي
- علي البلوشي
- سلطان بدر المرزوق
- محمد محمود
- منير البدارين
- قيس الحطاب
- داني درباس
- عبد الملك العييري
- مصعب الجوير
- محمد سليمان بكر
- صالح الرحماني
- حمد خضر
- أحمد إبراهم عبد القادر
- عزيز عبيد
- محمد وائل الدربالي
- يوسف سنانة
- محمد الضاوي
- زين الدين ساسي
- هزاع سبيت
- محمد خليل
- عبد الرحمن الشامي
- محمد مهدي
- حمزة محروس

هدف ذاتي
- محمد مؤيد عوض (ضد السودان)

## النقل التلفزيوني
هذه هي القنوات الناقلة للبطولة:
| البلد                    | القناة                     |
| ------------------------ | -------------------------- |
| الجزائر                  | المؤسسة العمومية للتلفزيون |
| مصر                      | النيل سبورت                |
| مصر                      | أون تايم سبورتس            |
| العراق                   | العراقية الرياضية          |
| العراق                   | الرابعة الرياضية           |
| الأردن                   | الأردن الرياضية            |
| الكويت                   | الكويت الرياضية            |
| ليبيا                    | ليبيا الرياضية             |
| موريتانيا                | موريتانيا الرياضية         |
| المغرب                   | قناة الرياضية              |
| عُمان                     | عمان الرياضية              |
| فلسطين                   | فلسطين الرياضية            |
| قطر                      | قنوات الكأس الرياضية       |
| السعودية                 | القنوات الرياضية السعودية  |
| السعودية                 | شركة الرياضة السعودية      |
| السودان                  | قوون الرياضية              |
| السودان                  | الملاعب السودانية          |
| تونس                     | تونس الرياضية              |
| الإمارات العربية المتحدة | أبو ظبي الرياضية           |
| الإمارات العربية المتحدة | دبي الرياضية               |
| الإمارات العربية المتحدة | الشارقة الرياضية           |
| اليمن                    | الفضائية اليمنية           |
| اليمن                    | اليمن اليوم                |